# حق الإلزام بالبيع

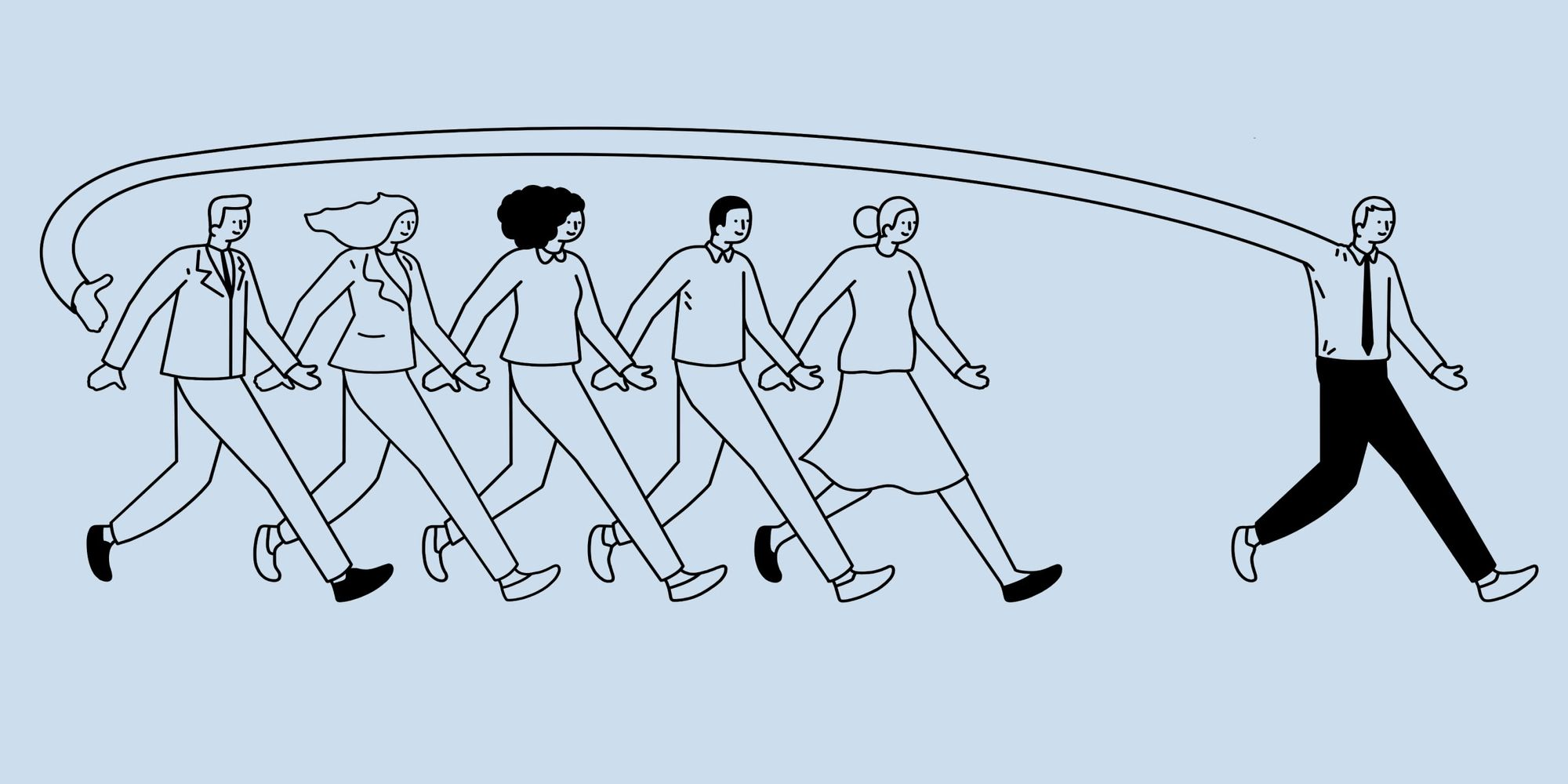
حقوق الإلزام بالبيع (Drag-Along Rights. DAR) Credits: أنجيل ليست

حقوق الإلزام بالبيع (بالإنجليزية: Drag-along right)‏ التزام تعاقدي يقضي بإجبار المساهمين الذي يحوزون على الأقلية، من حيث عدد الأسهم، على قبول بيع الشركة إذا ما وافق أصحاب الأغلبية من حملة الأسهم، بشرط أن تُباع أسهم الأقلية بنفس سعر باقي الأسهم وبالشروط ذاتها؛ لذلك، يمكن أن يؤدي هذا البند إلى إخراج جميع المساهمين أصحاب الأقلية من خلال إجبارهم على بيع ملكيتهم لمشتري آخر.

## الحقوق
في أغلب الولايات القضائية، لا تعتبر حقوق السحب والإضافة حقوقًا قانونية، حيث يجب تضمينها في اتفاقية المساهمين أو النظام الأساسي للشركة. وعادةً ما تحدد الأحكام النسبة المئوية للمساهمين المطلوبين لتفعيل حق السحب والإضافة.
تنتهي حقوق السحب عادةً عند الطرح العام الأولي.